# Knud Henriksen Gyldenstierne (død 1467)
 For alternative betydninger, se Knud Henriksen Gyldenstierne. (Se også artikler, som begynder med Knud Henriksen Gyldenstierne)
Knud Henriksen Gyldenstjerne (død 1467), dansk rigsråd.
Han var søn af Henrik Knudsen Gyldenstjerne (død 1456) og blev slået til ridder ved Christoffer af Bayerns kroning i 1443 og tjente siden som hofsinde ved kongens hof. 
Nogle år inde i Christian 1.’s regeringtid kom han ind i rigsrådet, endnu mens hans far var dettes ældste medlem; faderen døde dog lige efter. Endnu ung døde han selv i 1467 og blev begravet hos St. Hansbrødrene i Odense; hans hustru, Hilleborg Ottesdatter Skinkel, overlevede ham og døde først 1494. 